# Chlorocala smaragdina
Chlorocala smaragdina är en skalbaggsart som beskrevs av Voet 1779. Chlorocala smaragdina ingår i släktet Chlorocala och familjen Cetoniidae.

## Underarter
Arten delas in i följande underarter:
- C. s. umtaliensis
- C. s. manowensis

## Bildgalleri

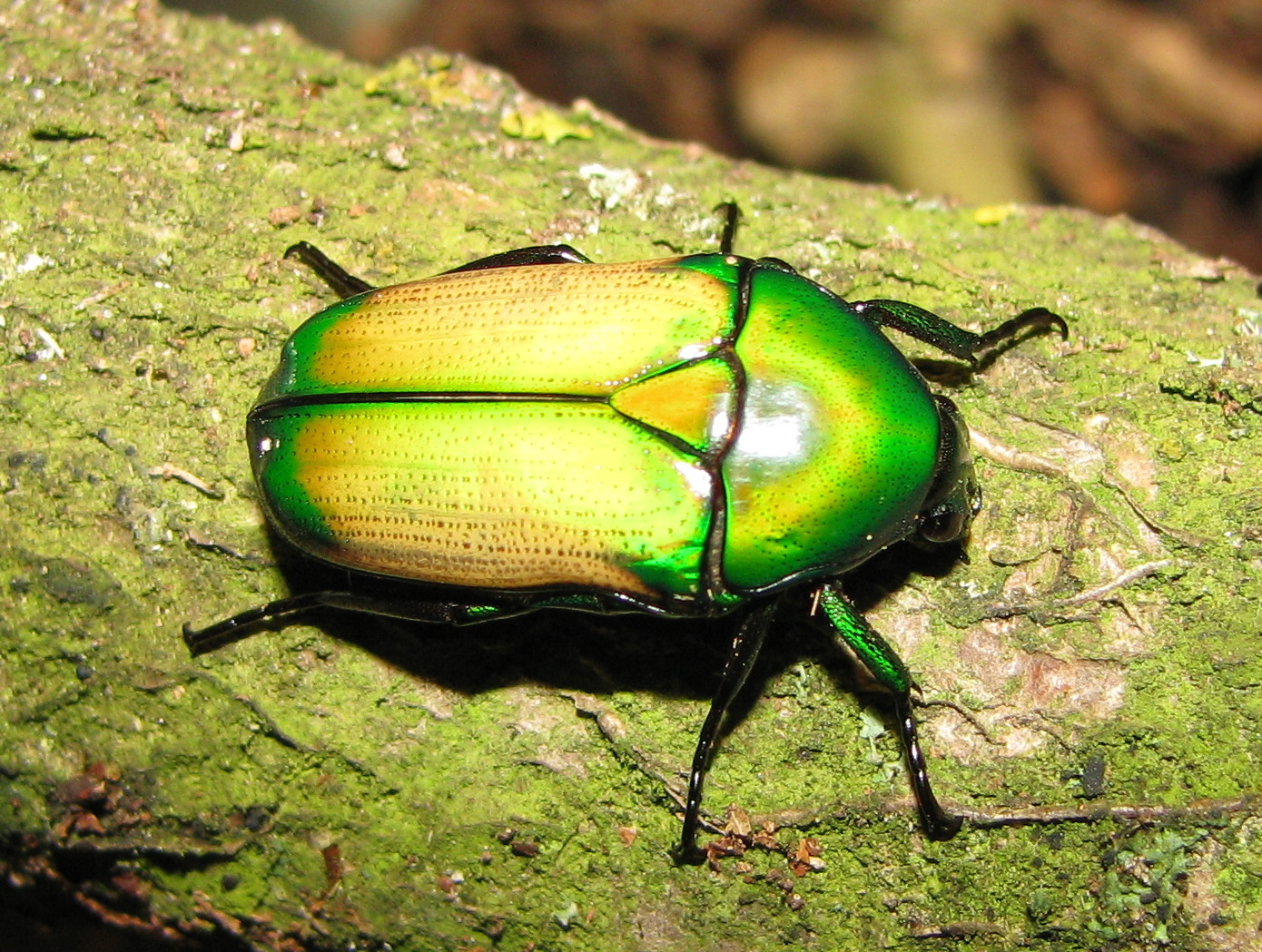
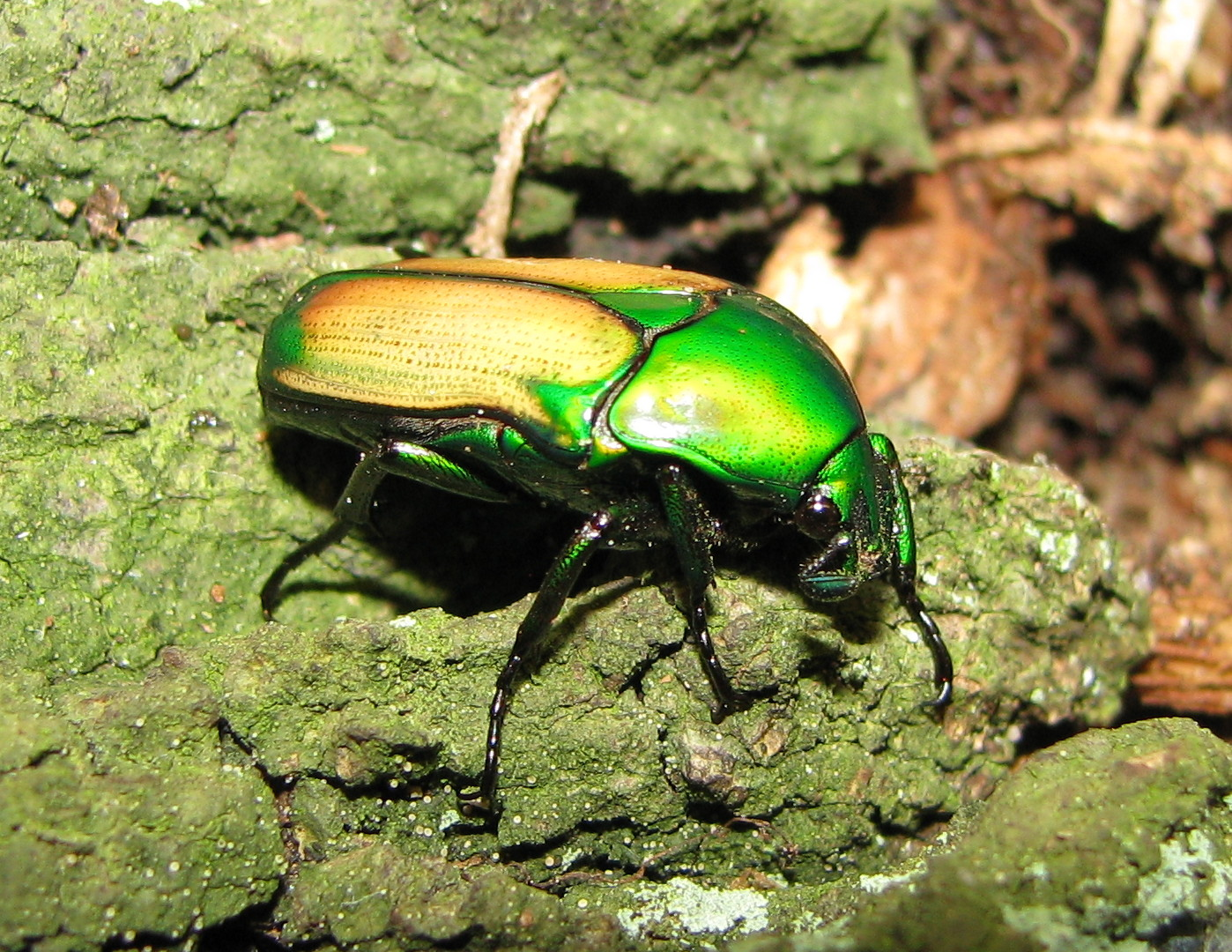
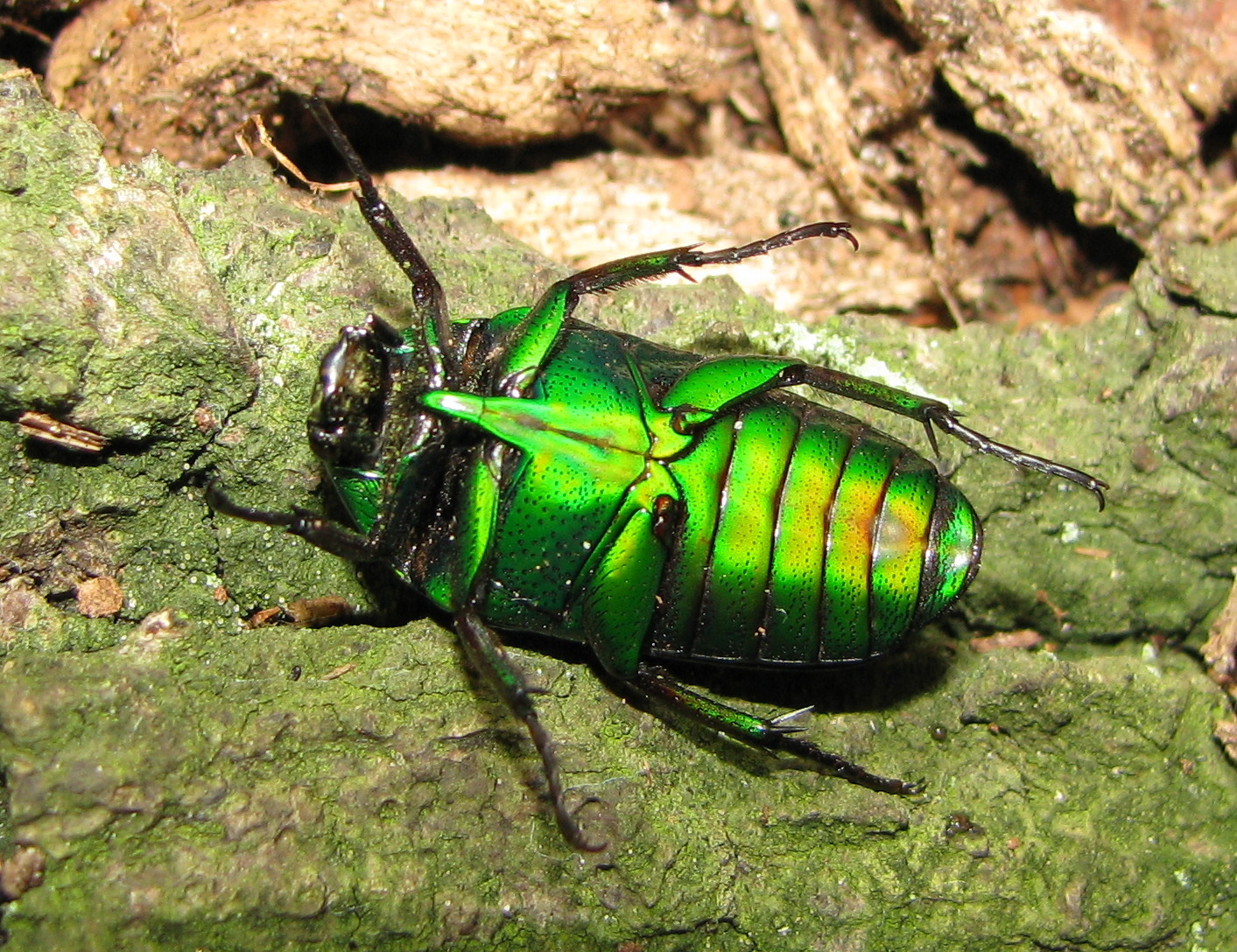
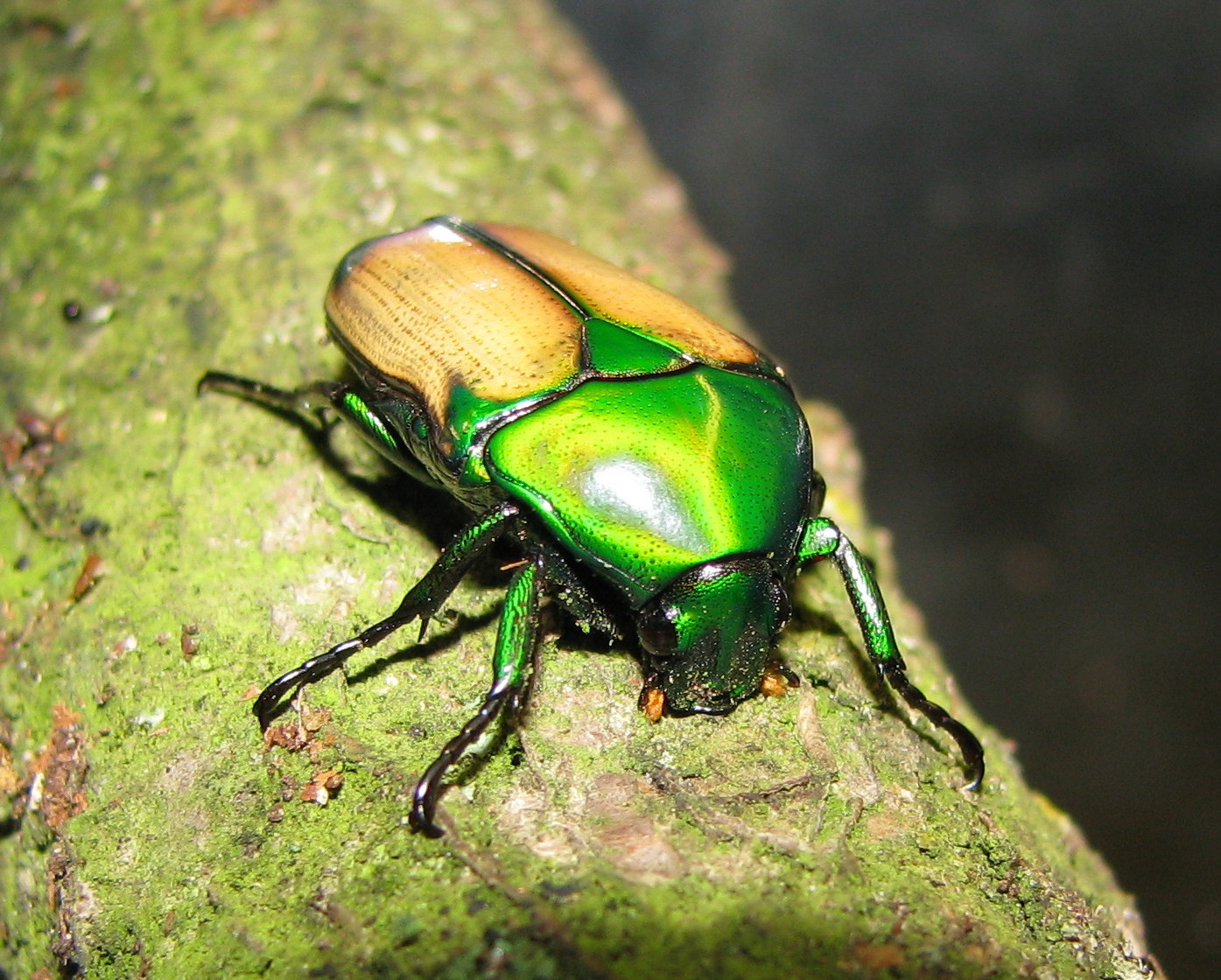